# 강민첨 초상
강민첨 초상(姜民瞻 肖像)은 보물 제588호로 고려의 명장이었던 강민첨(姜民瞻)을 그린 초상화이다. 1975년 5월 16일 대한민국의 보물 제588호로 지정되었다.

## 개요
현재 전하는 것은 조선 정조 12년(1788) 박춘빈(朴春彬)이 원본을 옮겨 그린 것이다. 작품 상단의 찬문(撰文)과 그 옆의 기록에 의하면, 이 영정의 원본은 원래 우방사(牛芳寺)에 있었다고 하는데, 《신증동국여지승람(新增東國輿地勝覽)》 진주목을 보면 이 초상화가 진주 우산(牛山)에 있는 모방사(茅房寺)에 있다가 어느 시기에 우방사로 옮겨진 것임을 알 수 있다. 이 우방사 원본을 1788년 진주병사(晉州兵使)로 재직했던 이연필(李延弼)이 화사 박춘빈에게 옮겨 그리게 한 것이다. 이 영정은 회양책사(淮陽冊舍)에 보관되어 오던 것이 문중에 귀속하여 오늘날까지 보존된 듯하다.
본 작품의 주인공인 강민첨(姜民瞻)은 1018년 거란족이 고려를 침입했을 때 대장군 원수로 평장사 상원수강감찬(姜邯贊)과 함께 출전하여 적을 크게 격파한 명장으로 알려져 있다. 이때의 공으로 그는 공신이 되었다. 강민첨은 진주 강씨 은열공파(殷烈公派)로, 우리에게 잘 알려져 있는 조선 후기 문신 강백년(姜栢年)·강현(姜鋧)·강세황(姜世晃) 등은 그의 후손이 된다. 
이 영정은 우안팔분면(右顔八分面)의 반신상으로 그려졌다. 관복을 입고 의자에 앉아 홀을 들고 있는 주인공은 생전에 공신의 반열에 올랐던 그의 화려한 경력을 잘 보여주고 있다. 의자의 호피는 옮겨 그린 18세기 후반의 초상화 양식에 영향을 받은 것으로 분석되고 있다. 큰 귀와 작은 입, 그리고 옆으로 찢어진 눈매 등 인물의 표정은 자연스럽지 못하다. 또한, 홀대를 쥐고 있는 작은 손, 소매 끝단의 형식화된 옷 주름 표현, 전반적인 필치 등에서 전체적으로 경화된 느낌을 지울 수 없는 작품이다. 
박춘빈은 조선 시대 회화사에서 알려지지 않았던 인물로 강민첨영정의 묘사수준으로 본다면, 당시 진주에서 활약하던 지방화가였을 것으로 추측된다. 본 작품은 비록 화격이 그리 높지 못하고 이모본(移模本)이긴 하지만 현재까지 전하는 고려시대 초상화가 극히 드물기 때문에 고려시대 공신영정도의 형식을 어느 정도 짐작하게 하는 측면에서 귀중한 자료이다.

## 같이 보기
- 강민첨
- 진주 은렬사 강민첨 초상 - 경상남도 유형문화재 제453호

## 참고자료
- 강민첨 초상 - 국가유산청 국가유산포털
- 본 문서에는 서울특별시에서 지식공유 프로젝트를 통해 퍼블릭 도메인으로 공개한 저작물을 기초로 작성된 내용이 포함되어 있습니다.